# Pere Antoni Serra (bisbe)
Pere Antoni Serra (Saragossa, ? – Barcelona, 17 de febrer de 1632), fou bisbe de Lleida (1621-1631). Va ésser nomenat President de la Generalitat de Catalunya el 22 de juliol de 1629.
Natural de Saragossa, de família humil va estudiar a l'Estudi General de Lleida. Fou inquisidor general i confessor de Felip IV. Als 27 anys ja era vicari general de València, càrrec que desenvolupava quan el 1621 fou elegit bisbe de Lleida, per butlla del 19 d'abril de 1621. En va prendre possessió el 14 de juny i el 14 de novembre ja hi va fer entrada. L'any següent 1622 va convocar sínode diocesà.
Durant el seu trienni al front de la Generalitat, la Monarquia Hispànica es trobava embolicada en moltes guerres i tenia les finances malmeses, de manera que va demanar a la Generalitat que es fes càrrec de fortificar els castells de Perpinyà i Salses i erigís un fort al Grau per protegir la frontera amb França. Tot això a compta d'un excedent de 100.000 lliures d'un servei que la Corts de Montsó (1585) havia concedit a Felip II de Castella.